# Stuart Conquest
Stuart Conquest, född 1 mars 1967 i Ilford i England i Storbritannien, är en internationell stormästare i schack. I 2001 hade han en FIDE-rating (enligt Elo-systemet) på 2601.